# Dagmar Droysen-Reber
Dagmar Droysen-Reber, geborene Droysen, (* 25. August 1928 in Barmen; † 20. Februar 2020 in Berlin) war eine deutsche Musikwissenschaftlerin.
Droysen-Reber war nach dem Studium der Musikwissenschaft, Experimentalphysik und Romanistik von 1949 bis 1954 an der Universität Hamburg, wo sie 1961 bei Heinrich Husmann promoviert wurde, zunächst als Klavierlehrerin tätig. Sie war in der Schallplattenindustrie tätig, 1962/63 arbeitete sie mit Hans-Peter Reinecke in Hamburg als Sachverständige für Akustik.
Am Staatlichen Institut für Musikforschung Berlin war sie ab 1965  Wissenschaftliche Mitarbeiterin in der Abteilung Akustik. 1989 wurde sie zur Direktorin des Musikinstrumenten-Museums ernannt und war von 1989 bis 1992 kommissarische Leiterin sowie bis zum 31. August 1994 als Vorgängerin von Thomas Ertelt Direktorin des Staatlichen Instituts für Musikforschung. 1994 trat sie in den Ruhestand.

## Ehrungen
- 1986: Verdienstkreuz am Bande der Bundesrepublik Deutschland

## Veröffentlichungen (Auswahl)
- Die Saiteninstrumente des frühen und hohen Mittelalters <Halsinstrumente>. Darstellung der Instrumententypen anhand ikonographischer und literarischer Quellen sowie romanischer u. frühgotischer Plastik. Dissertation Universität Hamburg 1961.
- Staatliches Institut für Musikforschung Preußischer Kulturbesitz (Hrsg.): Wege zur Musik. Herausgegeben anläßlich der Eröffnung des neuen Hauses. Redaktion: Dagmar Droysen-Reber. SIMPK, Berlin 1984, ISBN 3-922378-04-8
- mit Konstantin Restle: Berliner Musikinstrumenten-Museum. Bestandskatalog der europäischen Musikinstrumente 1888-1993. Berlin o. J. (ca. 1994), ISBN 3-922378-21-8
- Harfen des Berliner Musikinstrumenten-Museums. Bestandskatalog in Zusammenarbeit mit Beat Wolf, Wolfgang Mertin, Rainer M. Thurau. Staatliches Institut für Musikforschung Preußischer Kulturbesitz, Berlin 1999